# La guerra de los mundos (película de 1953)
La guerra de los mundos (The War of the Worlds) es una  película estadounidense de ciencia ficción y terror estrenada en 1953, con Gene Barry y Ann Robinson como actores principales. Fue la primera representación en la gran pantalla del clásico de H. G. Wells del mismo nombre. Producida por George Pal y dirigida por Byron Haskin a partir de un guion de Barré Lyndon, es la primera de las cuatro adaptaciones del trabajo de Wells, y se la considera una de las grandes películas de ciencia ficción de la década de 1950. Ganó un Oscar por sus efectos especiales, que, en ese tiempo, fueron revolucionarios.
En 2011, la Biblioteca del Congreso de los Estados Unidos la seleccionó para su conservación en el Registro Nacional de Cine, al considerarla "cultural, histórica o estéticamente significativa".

## Trama
La historia pasa de desarrollarse en la Inglaterra victoriana y el Londres finisecular a la California contemporánea y Los Ángeles del momento. El doctor Clayton Forrester (Gene Barry), un físico atómico de renombre mundial que trabaja en el Instituto Tecnológico del Pacífico, está en unas vacaciones de pesca en Big Bear Lake cuando un meteorito gigante cae en las colinas del cercano pueblo de Linda Rosa. Junto a los residentes, Forrester va a investigar. En el sitio del impacto conoce a Sylvia van Buren (Ann Robinson) y a su tío, el pastor Dr. Matthew Collins (Lewis Martin). Como el meteorito estaba demasiado caliente para examinarlo de cerca, Clayton decide esperar en el pueblo hasta que se enfríe. 
Más tarde, después de que casi todos se hayan ido a sus casas, una escotilla en el meteorito (en realidad una nave espacial), se desenrosca y se abre, y de él sale un dispositivo de rayo calórico. Cuando los tres hombres que quedan en el sitio del impacto se acercan al meteorito amigablemente, el rayo los mata sin previo aviso incinerándolos. Al regresar, Forrester y el sheriff son atacados también, pero sobreviven. Mientras se dan reportes de varios meteoritos similares cayendo en todo el mundo, un regimiento de marines estadounidenses llega y rodea el meteorito. Del meteorito salen tres máquinas de guerra marcianas. El pastor Collins se acerca a los marcianos en son de paz, pero estos lo matan con un rayo verde desintegrador sin comunicarse con él. Los marines atacan a los marcianos con granadas y artillería; sin embargo, los marcianos tienen un campo de fuerza impenetrable protegiéndolos. Después de aguantar el ataque, los marcianos devuelven el ataque con su rayo calórico y su rayo desintegrador, vaporizando al ejército que lo rodeaba y yéndose del lugar. 
Forrester y Sylvia huyen junto con el resto de los ciudadanos. Después de que su avioneta choque, toman refugio en la casa de una granja. Quedan cautivos en el sótano cuando otro meteorito cae cerca de la casa. La pareja entra en contacto con un marciano cuando la criatura abandona su máquina de guerra para investigar. Luchan contra él y escapan hacia Los Ángeles, eventualmente reuniendo a los co-trabajadores de Forrester, quienes tratan de buscar una forma de derrotar a los alienígenas. 
Después de su llegada, la Fuerza Aérea de los Estados Unidos arroja una bomba atómica desde un Northrop YB-49 a los marcianos que avanzan hacia Los Ángeles. Incluso esto falla en el intento de destruir a las máquinas y el gobierno comienza a hacer evacuaciones a gran escala en las ciudades en peligro de ataque. Los refugios se encuentran en las Montañas Rocosas mientras que el ejército intenta atacarlos en el mayor tiempo posible. Sin embargo, el pánico masivo hace que la población se disperse del grupo y su equipaje es destrozado. En la confusión, Sylvia y Forrester se separan.
Todo parece perdido, con la humanidad desamparada después del ataque. Forrester busca frenéticamente a Sylvia en las ruinas ardientes de Los Ángeles. Finalmente la encuentra junto a los otros supervivientes esperando el fin en una iglesia. De repente, ven a una máquina de guerra chocar. Después de investigar, Forrester declara que todos los invasores están muriendo. Al igual que en el libro, los marcianos no tenían defensa alguna contra los virus y bacterias terrestres.

## Producción
La película comienza con un prólogo en blanco y negro con imágenes de archivo de noticiarios y una voz en off explicando los avances destructivos de la guerra terrestre durante la Primera Guerra Mundial, la Segunda Guerra Mundial y las pruebas de cohetes y misiles de posguerra. Luego la imagen salta a un vívido technicolor y los dramáticos títulos de crédito. Comienza después la historia con una serie de pinturas mate en color del artista astronómico Chesley Bonestell representando planetas del Sistema solar, excepto Venus, cuya superficie apenas se conocía entonces, con un narrador explicando el entorno hostil de cada mundo, finalmente indicando a la audiencia que la exuberante y fértil Tierra azul y verde es el único mundo digno que el escrutinio marciano encuentra para su plan de invasión.
Basado en la novela homónima de H. G. Wells, se aleja demasiado de dicha novela. En esta adaptación las máquinas de guerra son máquinas levitantes parecidas a mantarrayas con tres flujos electromagnéticos invisibles y disparan el rayo calórico por medio de un ojo móvil en forma de cobra. Se buscó a propósito evitar la ya icónica forma de "platillo" para ellas. En ningún momento aparece el humo negro, la hierba roja, la máquina de trabajo, la excavadora ni la voladora; además se intenta destruir a los invasores con una gran bomba atómica sin éxito, mientras que en la novela las máquinas de guerra marcianas son vulnerables a los proyectiles de artillería.
Caroline Blake escribe que la película también difiere claramente de la novela en su actitud hacia la religión, como se refleja especialmente en la representación de los clérigos: "Wells, un acérrimo secularista, retrató a un vicario cobarde y completamente poco inspirador, a quien el narrador mira con disgusto, con lo que el lector está invitado a coincidir. En la película, en cambio, está el simpático y heroico pastor Collins, que muere como mártir. Y luego, la escena final de la película en la iglesia, que enfatiza fuertemente la naturaleza divina de la liberación de la humanidad, no tiene paralelo en el libro original".
Los marcianos tampoco tienen el menor parecido con los de la novela, descritos del tamaño de un oso, coriáceos, "solo cabezas" de grandes ojos con bocas en forma de pico que rezuman saliva y racimos de tentáculos flexibles a cada lado. Debido a las limitaciones presupuestarias, sus contrapartes fílmicas son criaturas bajas, de color marrón rojizo, con dos brazos largos y delgados terminados en manos de tres dedos rematados en ventosa; la cabeza marciana es una "cara" ancha sobre el tronco con el único distintivo de un único ojo grande con tres lentes de colores distintivos: rojo, azul y verde. Nunca se muestran de cintura para abajo.
El rodaje de la película se realizó en enero y febrero de 1952. La filmación se hizo en Corona, California, representando a la ficticia Linda Rosa, Arizona y en los estudios de la Paramount en Hollywood, Los Ángeles.
Algunas tomas de la película, en concreto unas de pánico masivo y noticias sobre la tragedia, pertenecen al metraje original de la película When Worlds Collide. El efecto del campo de fuerza semivisible de las naves y las desintegraciones se realizaron mediante la combinación de numerosas pinturas mate y efectos ópticos. El distintivo sonido del disparo calórico de las máquinas marcianas eran tres guitarras eléctricas reproducidas al revés. Durante muchos años, se usó como sonido estándar de pistola de rayos en programas televisivos infantiles y de ciencia ficción. El grito de los marcianos era un grito de mujer distorsionado unido al sonido del roce entre un trozo de hielo y un micrófono. El sonido del rayo verde desintegrador (que sustituía al humo negro del libro) fue creado golpeando un cable de alta tensión con un martillo. Fue reutilizado en la serie de televisión Star Trek para acompañar al lanzamiento de torpedos de fotones. El sonido de las naves marcianas moviéndose también fue reutilizado en ella para el sonido del phaser de mano sobrecargado. Otro sonido de la película muy recordado es una especie de eco sintetizado, que probablemente represente algún tipo de sonar empleado por los marcianos y que recuerda a serpientes de cascabel sibilantes.

## Recepción
Aunque estrenada en Hollywood el 20 de febrero de 1953, no se estrenó masivamente en salas de cine hasta finales de año. La obra cinematográfica fue la película de ciencia ficción más taquillera de 1953. Su éxito también abrió el camino para el comienzo de una avalancha de cintas de serie B y Z que trataban el tema de la invasión de la Tierra por parte de extraterrestres.
En The New York Times la crítica de A. H. Weiler comentó: "[la película es] una aventura imaginativamente concebida, profesionalmente realizada, que hace un excelente uso del Technicolor, efectos especiales de un equipo de expertos y fondos impresionantemente dibujados... El director Byron Haskin, trabajando a partir de una guion ajustado de Barré Lyndon, ha hecho que esta excursión esté llena de suspense, rápida, y, en ocasiones, apropiadamente escalofriante".  William Brogdon de Variety escribió: "[Es] un largometraje de ciencia ficción estupendo, tan temible como película como lo fue la interpretación radiofónica de Orson Welles de 1938... los honores de protagonismo van estrictamente a los efectos especiales, que crean una atmósfera de aprensión de manera tan efectiva [que] el público realmente se alarmará por el peligro que plantea la película. No se puede recomendar a los débiles de corazón, pero para los muchos que se deleitan con un buen susto ocasional, es un entretenimiento estupendo de calidad espeluznante". El Monthly Film Bulletin británico la calificó como "la mejor de las películas de ciencia ficción estadounidenses de posguerra; las máquinas marcianas tienen una cualidad de verdadero terror, sus siniestras apariciones, rondas y pulverizaciones están espectacularmente bien hechas, y las escenas de pánico y destrucción están escenificadas con verdadero estilo". Richard L. Cocke del The Washington Post la calificó de "por decirlo suavemente, fantástica", y "para mi gusto, el King Kong de su época".
En la página web de reseñas cinematográficas Rotten Tomatoes, tiene una calificación del 90% basada en 39 críticas, indicando: "Aunque está anticuada en algunos puntos, La guerra de los mundos conserva un poder desconcertante, actualizando el clásico relato de ciencia ficción de H. G. Wells a la era de la Guerra Fría y presentando algunos de los mejores efectos especiales de cualquier película de la década de 1950".

## Reestreno
En 1979 y tras el lanzamiento discográfico de la versión musical de Jeff Wayne, la película fue reestrenada con temas de dicho álbum formando parte de su banda sonora.

## Calidad de los efectos y restauración
Durante cincuenta años, desde finales de los años 1960 en que las tiras originales en technicolor fueron reemplazadas por copias en eastmancolor, más fáciles de usar y más baratas, la calidad de los efectos especiales de la película se vio gravemente afectada. Esto degradó la iluminación, el tiempo y la resolución de la imagen, lo que provocó que los cables invisibles que suspendían las máquinas de guerra marcianas se volvieran cada vez más visibles a medida que el color se iba atenuando por el paso del tiempo, un defecto del eastmancolor que no afecta al technicolor. Esto llevó a muchos, incluidos críticos respetados, a creer que los efectos eran de baja calidad. En 2018, se realizó una restauración en resolución 4K empleando las tiras en technicolor originales. En julio de 2020 The Criterion Collection lanzó la película en DVD y Blu-ray utilizando la remasterización y restauración en 4K, recuperando el aspecto original de la cinta, con los cables de sustentación de nuevo no visibles.

## Premios
- Premios Óscar 1954: Un Premio y Una Nominación
- Premios Hugo 1954: Un Premio
- Premios Golden Reel 1954: Un Premio
- Hall of Fame 1978: Ganado
- National Film Registry: Ganado

## Legado
- Ann Robinson repitió su papel en dos películas posteriores, primero como Dr. Van Buren en Midnight Movie Massacre (1988) y luego como Dr. Sylvia Van Buren en The Naked Monster (2005). También repitió el papel en tres episodios de la serie de televisión La guerra de los mundos II: la nueva generación (1988), secuela directa de la película.

- La película de 1996 Independence Day contiene varias alusiones a la película.

- La versión de la novela de 2005 de Steven Spielberg, aunque es una adaptación más fiel, también incluye varias referencias a la de 1953. Gene Barry y Ann Robinson tienen una aparición especial hacia el final, y los marcianos invasores tienen manos de tres dedos, aunque aquí son reptilianos que caminan. Los invasores también despliegan una sonda de cámara alienígena larga y serpenteante. En su película de 2018 Ready Player One, Spielberg incluyó una máquina de guerra caída más parecida a la de la película de 1953 que a la del original literario.[15]

- Toshihiro Nishikado, creador del pionero videojuego de 1978 Space Invaders, afirmó que ver la película en su infancia fue una de las inspiraciones para la inclusión y el diseño de los extraterrestres del juego.[16]